# Gouden Kookboek
Het Gouden Kookboek is een Nederlandse boekenprijs, die bestaat sinds 2015. Een voorloper was het Kookboek van het jaar, een prijs die bestond sinds 2007. Gedurende een aantal jaren werden beide prijzen uitgereikt.  
De prijs voor het Gouden Kookboek wordt uitgereikt tijdens de kookboekenweek, die in november plaatsvindt. Een winnend boek dient uiterlijk 30 september van dat jaar verschenen te zijn. Het moet gaan om boeken die verkrijgbaar zijn bij het Centraal Boekhuis. De verkiezing van het beste kookboek werd in 2023 en 2024 georganiseerd door de Stichting CPNB samen met Food and Friends.  
Er is een juryprijs en een publieksprijs. De publieksprijs wordt bepaald op grond van het aantal uitgebrachte digitale stemmen.  
Voor het deelnemen aan de verkiezingen moet de inzender een financiële bijdrage betalen, die in 2024 € 245 bedroeg. Genomineerden moeten extra betalen (€ 850), evenals de winnaars (€ 2500). De genomineerde boeken krijgen meer reclame in de boekhandels, waaronder een speciale sticker, en op diverse platforms. Deze kosten zijn de reden dat niet alle kookboeken die in een bepaald jaar verschenen zijn meedoen.

## Geschiedenis
Voorafgaand aan het Gouden Kookboek, dat bestaat sinds 2015, bestond er al vanaf 2007 het "Kookboek van het jaar," opgericht door Fusina Verloop, van pr-bureau De Wonderneming. Zij kreeg hiervoor een speciale award van Monsieur Cointreau, de organisator van de World Gourmand Cookbook Awards. Vanaf 2011 organiseerde zij ook een Kookboeken7daagse.    
Toen CPNB ook een rol wilde hebben in de promotie van kookboeken - in 2015 werd er voor bijna 500 miljoen euro aan kookboeken verkocht - werden gesprekken gevoerd met Verloop over samenwerking. De onderhandelingen liepen stuk. In 2015 organiseerde CPNB de eerste Kookboekenweek, twee weken voor de geplande Kookboeken7daagse. Fusina Verloop kreeg na haar protesten een bedrag van het CPNB, maar alleen voor haar Kookboeken7daagse.
Zo won in 2015 het boek Spuntino van Russell Norman het "Kookboek van het Jaar". In 2016 won Smokey Goodness van Jord Althuizen het Kookboek van het Jaar. In deze jaren werden er dus twee kookboekprijzen uitgereikt. Ook werden er via de wedstrijd van Fusina Verloop de Gouden Garde publieksprijs uitgereikt en de De Youth Food Movement award voor het meest duurzame kookboek. De collectie van Fusina Verloop is ondergebracht bij de Universiteit van Amsterdam.
Daarna werd alleen het Gouden Kookboek nog georganiseerd tijdens de kookboekenweek door het CPNB. 
In eerste instantie mochten voor het Gouden Kookboek alleen Nederlandse titels worden ingezonden, maar later werd dat uitgebreid voor vertaalde titels.

## Winnaars

### Winnaars Kookboek van het jaar[10]
| Winnaar | Soort Prijs                   | Titel                       | Uitgever                     | Auteur                         |
| 2007    | vakjuryprijs Nederlands       | De keuken van ons moeder    | Minestrone                   |                                |
|         | vakjuryprijs vertaald         | Thuis bij jamie             | Kosmos uitgevers             |                                |
| 2008    | gouden garde publieksprijs    | Kliekjesboek                | De Boekenmakers              | Puck Kerkhoven                 |
|         | vakjuryprijs Nederlands       | Raapsteeltje                | Terra/Lannoo                 |                                |
|         | vakjuryprijs vertaald         | Creoolse keuken             | Unieboek/Het Spectrum        |                                |
| 2009    | gouden garde publieksprijs    | Wat van fair komt           | Fontaine uitgevers           | Ramon Beuk                     |
|         | vakjuryprijs Nederlands       | 12 maanden Albert Heijn     | AH                           |                                |
|         | vakjuryprijs vertaald         | Specerijen                  | Van Dishoeck                 |                                |
|         | vakjuryprijs chefs            | Een dag eten bij El Bulli   | Kosmos uitgevers             |                                |
|         | vakjuryprijs beste initiatief | Gezond eten rond chemo      | inmerc                       | Jose van Mil                   |
| 2010    | gouden garde publieksprijs    | Topkoks voor thuiskoks      | WFP uitgevers                | Diverse                        |
|         | vakjuryprijs Nederlands       | Home made                   | Fontaine uitgevers           | Yvette van Bboven              |
|         | vakjuryprijs vertaald         | Receptenboek voor mijn baby | Kosmos uitgevers             |                                |
|         | vakjuryprijs chefs            | Toscanini Venticinque       | Toscanini                    | Leonardo & Maud                |
|         | vakjuryprijs beste initiatief | Hartverwarmend              | Van harte                    |                                |
| 2011    | gouden garde publieksprijs    | IJstijd                     | Carrera                      | Kees Raat                      |
|         | vakjuryprijs Nederlands       | Kookkaravaan                | uitgeverij Zilverster        | Yassine Nassir                 |
|         | vakjuryprijs vertaald         | De perfecte pasta formule   | The house of books           |                                |
|         | vakjuryprijs chefs            | Terug naar mijn roti        | uitgeverij Marmer            | Ramon Beuk                     |
|         | vakjuryprijs beste initiatief | Autisme en koken            | Graviant Educatieve Uitgaven |                                |
| 2012    | gouden garde publieksprijs    | Wereldeters                 | Wereldeters uitgeverij       | Marjolein de Vlaam             |
|         | vakjuryprijs Nederlands       | Het Nederlands bakboek      | Kosmos uitgevers             | Gaitri Pagrach                 |
|         | vakjuryprijs vertaald         | BBQ & La plancha            | Fontaine uitgevers           |                                |
|         | vakjuryprijs chefs            | Heston Blumenthal           | Larakter uitgevers           |                                |
|         | vakjuryprijs beste initiatief | Streetfood India            | Streetfood                   | stichting Dunja                |
| 2013    | gouden garde publieksprijs    | Echt eten                   | Karakter uitgevers           | Jonathan Karpathios            |
|         | vakjuryprijs Nederlands       | Polpo                       | Karakter uitgevers           |                                |
| 2014    | gouden garde publieksprijs    | Melk & Dadels               | Rose Stories                 | Nadia Zerouali                 |
|         | vakjuryprijs Nederlands       | Koken tussen vulkanen       | Loopvis                      | Ko Sliggers                    |
| 2015    | gouden garde publieksprijs    | De veldkeuken               | De veldkeuken                | Rene vd Veer & Femke de Winter |
|         | vakjuryprijs Nederlands       | Spuntino                    | Karakter uitgevers           |                                |
| 2016    | gouden garde publieksprijs    | Zuur                        | Good Cook                    |                                |
|         | vakjuryprijs                  | Smokey Goodness             | Kosmos uitgevers             |                                |

### Winnaars Gouden Koekboek
| jaar | titel (juryprijs)                                                                | auteur of auteurs (juryprijs)                               | uitgever (juryprijs)                    | titel (publieksprijs)            | auteur (publieksprijs) | uitgever (publieksprijs) |
| ---- | -------------------------------------------------------------------------------- | ----------------------------------------------------------- | --------------------------------------- | -------------------------------- | ---------------------- | ------------------------ |
| 2015 | Liever Lokaal                                                                    | Annette van Ruitenburg, Rene Zanderink, Elsje Bruijnesteijn | Fontaine Uitgevers                      |                                  |                        |                          |
| 2017 | Souq                                                                             | Nadia Zerouali en Merijn Tol                                | Fontaine Uitgevers                      |                                  |                        |                          |
| 2018 | TLV, recepten en verhalen uit Tel Aviv                                           | Jigal Krant                                                 | Nijgh Cuisine                           |                                  |                        |                          |
| 2019 | Indorock                                                                         | Vanja van der Leeden                                        | Nijgh & van Ditmar                      | Masterclass – Cakes              | Rutger van den Broek   | Carrera Culinair         |
| 2020 | Home Made Basics                                                                 | Yvette van Boven                                            | Nijgh & van Ditmar                      |                                  |                        |                          |
| 2021 | Een kookboek                                                                     | Seppe Nobels                                                | Lannoo                                  |                                  |                        |                          |
| 2022 | In het Wild                                                                      | Yvette van Boven                                            | Nijgh & van Ditmar                      |                                  |                        |                          |
| 2023 | Chin. Ind. Rest. kookboek - De levens en keukens voor en achter het doorgeefluik | Danny Lee] Ka Fai Lee, Yan Ting Yuen en Sun Li              | Nijgh & van Ditmar (ISBN 9789038812274) | Toetjesbijbel                    | Rutger van den Broek   | Carrera                  |
| 2024 | Bloem, suiker, boter                                                             | Nicola Lamb                                                 | Fontaine Uitgevers                      | Karola’s Kitchen: Kleur op tafel | Karolien Olaerts       | Uitgeverij Horizon       |